# Paraptychodes tenuis
Paraptychodes tenuis är en fjärilsart som beskrevs av Butler 1878. Paraptychodes tenuis ingår i släktet Paraptychodes och familjen mätare. Inga underarter finns listade i Catalogue of Life.